# Campo di concentramento di Kislau

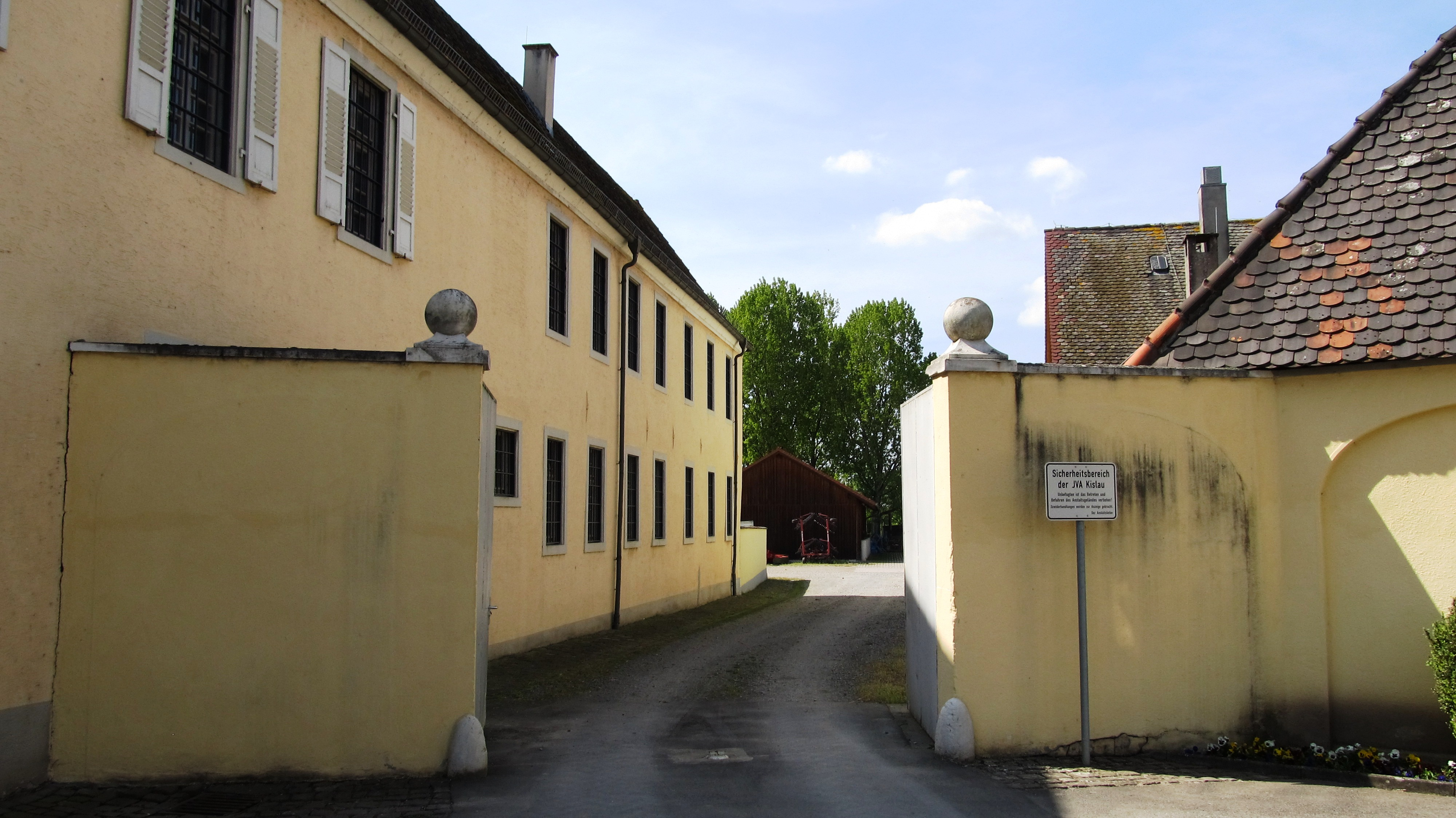
Castello di Kislau, veduta dell'interno

Il campo di concentramento di Kislau (KZ Kislau) fu istituito nel castello di Kislau, nel comune di Bad Schönborn, nella Germania nazista ed è esistito dal 21 aprile 1933 al 1º aprile 1939, rimanendo sotto il controllo del Ministero dell'Interno del Baden. 
Già nel 1819 fu in funzione un istituto penale nel castello di Kislau. Fino al 1854 il castello fece parte della Fortezza di Rastadt, usato come prigione dello Stato di Baden, poi come centro di detenzione femminile della polizia. A partire dal 1880, sul sito fu ospitato anche un ospizio per uomini, rimasto in funzione parallelamente al campo di concentramento fino al 1945. Durante la prima guerra mondiale, Kislau fu inizialmente un ospedale militare e successivamente un campo di prigionia. Dal 1930 alla fine del 1933 nel castello esisteva anche un'ala del sanatorio per "donne mentalmente deboli".

## Storia

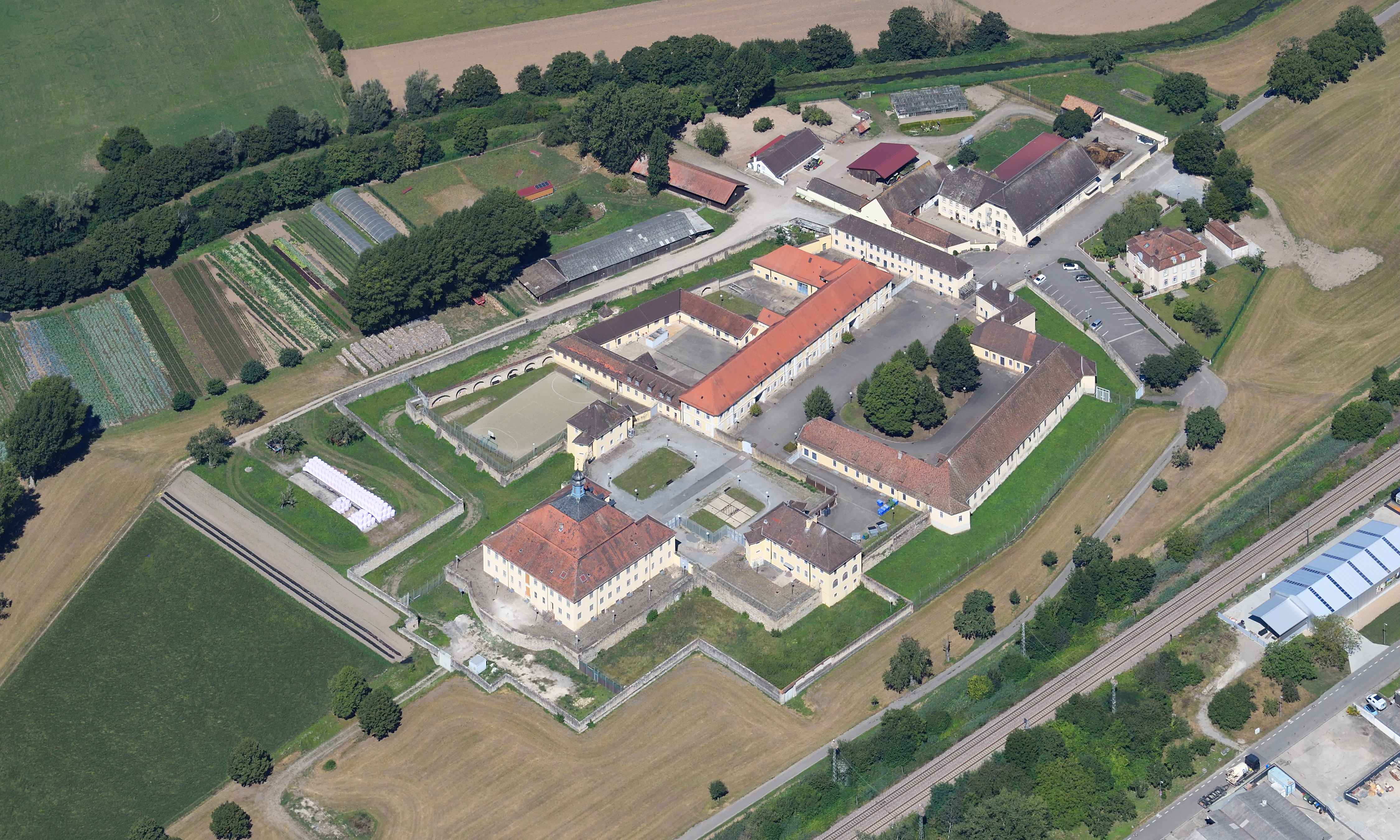
Castello di Kislau

### Gli anni del nazionalsocialismo
Il 21 aprile 1933, il Ministero dello Stato del Baden annunciò l'apertura del campo di concentramento: l'occasione si presentò con l'episodio dell'affare Nußbaum, il pretesto sfruttato per l'arresto di comunisti, socialdemocratici e dei membri del partito di Centro.
Le vittime dell'ondata di persecuzioni, eufemisticamente denominate "prigionieri protetti", furono ospitate in una dépendance del castello di Kislau, mentre i detenuti dell'ospizio (circa 200 uomini in media) vivevano nel castello vero e proprio. Il direttore fu Theodor Zahn e oltre al sanatorio assunse anche ad interim la gestione del campo di concentramento.
Gli uomini nell'ospizio indossavano abiti di colore chiaro per distinguere le loro affiliazioni, mentre i detenuti del campo di concentramento indossavano abiti blu scuro. I lavori furono spesso svolti congiuntamente dai membri di entrambi i gruppi. Per il campo fu prevista una capacità totale di 70 uomini, ma alla fine degli anni '30 fu notevolmente superata. Da maggio a giugno 1933 furono introdotti altri 65 prigionieri, tutti appartenenti alla classe "politica" cioè, come il primo gruppo, furono anche membri impopolari dell'opposizione. La massima occupazione del campo fu raggiunta nel periodo 1937/1938 con 173 prigionieri.
La giornata dei prigionieri iniziava alle 6 del mattino, con giornate lavorative di dieci ore; i detenuti del campo venivano impiegati nell'agricoltura, nella cucina o nei lavori di ristrutturazione dell'edificio del castello. Era prevista un'ora di pausa pranzo durante il lavoro, mentre era concessa solo un'ora e mezza per il cosiddetto "tempo libero". Il riposo a letto iniziava alle 20:00. Nonostante i pesanti lavori forzati e le avverse condizioni carcerarie, meno disumane che in altri campi di concentramento, la propaganda nazista dipinse cinicamente Kislau come un "campo di concentramento modello".
A Kislau, come nel campo di concentramento di Ankenbuck, inizialmente le guardie furono i cosiddetti agenti di polizia ausiliari delle SA, delle SS e di Stahlhelm-Bund, nonostante che, contrariamente alla maggior parte dei primi campi, questo campo fosse sempre sotto l'amministrazione statale. Dal 7 giugno 1933, il direttore del campo fu il capitano della polizia in pensione e ufficiale coloniale Franz Konstantin Mohr. Si disse che il suo rapporto con la stazione di polizia ausiliaria locale, composta di soli quattro uomini nell'aprile 1933, poi aumentata da 15 a 24 uomini alla fine di ottobre 1933, fosse stato teso: infatti considerava i membri delle SA come una marmaglia, e questi, a loro volta, si sentivano truffati anche a causa della paga misera.
A Kislau è stato documentato un caso di morte di un prigioniero: la notte del 28 marzo 1934, in assenza del direttore del campo Mohr, il socialdemocratico Ludwig Marum, di origine ebraica, fu strangolato da tre uomini delle SS e SA e appeso alla traversa della finestra della sua cella per simulare il suicidio, l'ordine per l'omicidio arrivò dal Gauleiter Robert Wagner.
Dopo lo scioglimento del campo di concentramento di Ankenbuck nella primavera del 1934, Kislau rimase l'unico campo di concentramento di tutto il Baden. Inoltre, dalla fine del 1934, fu utilizzato anche come campo provvisorio per il ritorno dei legionari stranieri tedeschi, presumibilmente a causa dei rischi per la salute, ma in realtà furono considerati politicamente inaffidabili e dovettero essere "addestrati" nello spirito del nuovo governo per un periodo solitamente di 12 settimane. 
All'inizio del 1939 il campo di concentramento fu definitivamente sciolto e i restanti prigionieri furono deportati a Dachau. Circa 700 "prigionieri protetti" a Kislau temettero per la propria vita prima della liquidazione del campo. Dal 1º aprile 1939, Kislau servì come prigione penale, in seguito principalmente come soluzione alternativa per la limitata capacità delle carceri danneggiate dalla guerra a Mannheim e Saarbrücken. Il 15 febbraio 1940, due rappresentanti di Himmler ispezionarono l'area per verificare se fosse possibile allestire nuovamente un campo di concentramento ma il piano non fu realizzato.
Un'ampia varietà di gruppi si trovò in prigione, ad esempio i cosiddetti "rossi spagnoli", i polacchi e i "rifiutanti". Dalla fine del 1942, furono imprigionati anche i francesi e i belgi condannati per furto o reati simili.

### Dopo il 1945: prigione di Kislau

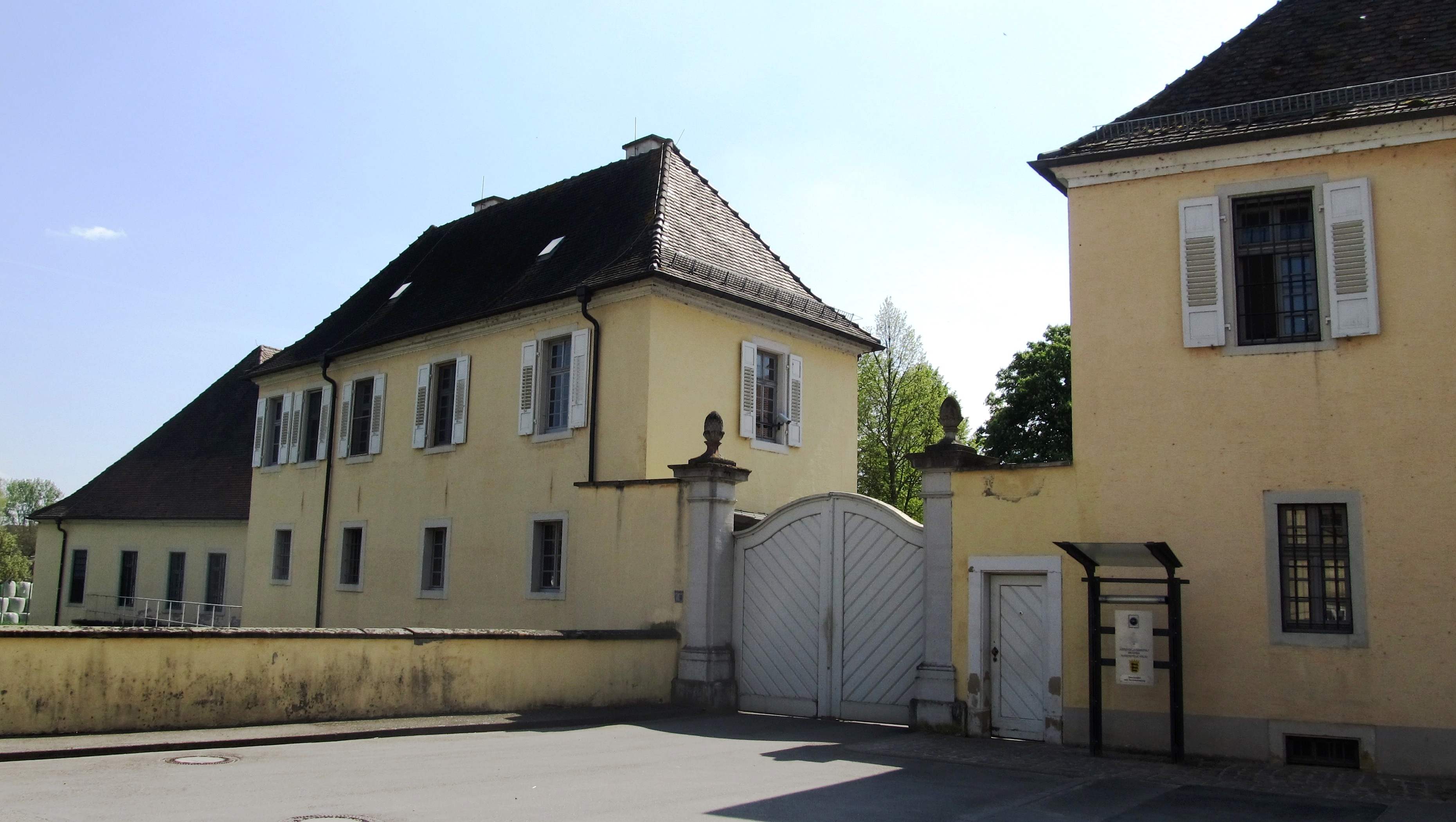
Castello di Kislau vicino a Bad Schönborn, oggi JVA

Il 2 aprile 1945 la prigione fu occupata dai soldati francesi e definitivamente sciolta il 18 maggio. Tuttavia, l'uso come prigione è continuato: fino al 1970 Kislau rimase una filiale dell'istituto penale statale Bruchsal, fino al 1991 appartenne al penitenziario di Karlsruhe. Da allora, l'ex campo di concentramento e prigione è stato nuovamente subordinato alla prigione di Bruchsal. 
Dal 1985, la stele di Marum eretta dal Partito socialdemocratico, una lapide commemorativa situata nel cortile del palazzo, ricorda il campo di concentramento e il terrore nazista, è stata realizzata dallo scultore Gerhard Karl Huber.

## Persone legate a Kislau
- Fritz Apelt (1893–1972), esponente del KPD tedesco, poi politico del SED, viceministro della cultura nella DDR, funzionario sindacale e caporedattore del quotidiano sindacale Tribüne, imprigionato a Kislau fino al maggio 1934.
- Max Bock (1881-1946), politico e sindacalista tedesco del KPD, membro del Landtag della Repubblica di Baden, poi ministro del lavoro del Württemberg-Baden, imprigionato a Kislau per alcuni mesi dal marzo 1933.
- Willy Boepple (1911–1992), direttore d'albergo, politico comunista e socialista, imprigionato a Kislau da novembre a dicembre 1933.
- Walter Chemnitz (1901-1947), politico tedesco del KPD, membro del Reichstag, imprigionato a Kislau nell'aprile 1933.
- Fritz Eiche (1902–1967), politico tedesco del KPD.
- Max Faulhaber (1904-1996), politico tedesco del KPD e funzionario sindacale, arrestato il 30 marzo 1933, riuscì a scappare mentre era in prigione.
- Gustav Heller (1900–1977), politico tedesco dell'SPD e combattente della resistenza, imprigionato a Kislau il 16 marzo 1933 per nove mesi.
- Kurt Heiss (1909-1976), funzionario del partito tedesco (KPD, poi SED) e giornalista, in seguito presidente del Comitato statale per la radiodiffusione della DDR, imprigionato a Kislau dall'aprile all'ottobre 1933, fuggì insieme a Robert Klausmann dal campo di concentramento di Kislau nell'ottobre 1933.
- Eugen Herbst (1903-1934), politico tedesco del KPD, membro del Reichstag, imprigionato a Kislau dal 30 luglio al 19 dicembre 1933.
- Stefan Heymann (1896-1967), KPD tedesco e successivamente politico SED, editore e insegnante universitario.
- Robert Klausmann (1896-1972), politico tedesco del KPD, fuggì dal campo di concentramento di Kislau insieme a Kurt Heiss nell'ottobre 1933 e in seguito guidò la resistenza del KPD dall'Alsazia.
- Georg Lechleiter (1885-1942), presidente della fazione comunista nel parlamento statale della Repubblica di Baden e capo di un gruppo di resistenza, imprigionato a Kislau dal 1933 al 1935.
- Hanns Maaßen (1908–1983), giornalista, scrittore e comunista tedesco, imprigionato a Kislau dal 1933 al 1934.
- Ludwig Marum (1882-1934), avvocato tedesco e politico dell'SPD, imprigionato il 16 maggio 1933 insieme ad Adam Remmele, assassinato il 29 marzo 1934 nel campo di concentramento di Kislau.
- Otto Reize (1886-1939), sergente di polizia, membro dell'SPD, presidente del Reichsbanner Schwarz-Rot-Gold Durlach, nell'aprile 1933 uno dei primi prigionieri protettivi a Kislau.[4]
- Adam Remmele (1877–1951), politico tedesco dell'SPD, tra l'altro ministro degli Interni e presidente dello Stato di Baden, imprigionato il 16 maggio 1933 insieme a Ludwig Marum.
- Adolf Rosenberger (1900-1967), pilota automobilistico e uomo d'affari tedesco-americano, imprigionato per quattro giorni a Kislau il 23 settembre 1935 per presunta "contaminazione razziale".
- Paul Schreck (1892-1948), politico tedesco del KPD, imprigionato a Kislau dal 1933 al 1935.
- Christian Stock (1884-1967), politico tedesco dell'SPD, poi primo primo ministro eletto dell'Assia, imprigionato a Kislau dal 1933 al 1934.
- Jakob Treffeisen (1894-1962), politico tedesco del KPD, in seguito membro dell'Assemblea statale consultiva dello Stato di Baden, imprigionato nel campo di concentramento di Ankenbuck da marzo a novembre 1933.
- Oskar Trinks (1873–1952), politico tedesco dell'SPD, imprigionato a Kislau dal 1933 al 1934.

## Progetto luogo di apprendimento Kislau
Nell'area dell'ex campo di concentramento di Kislau, l'associazione no-profit Lernort Zivilcourage & Widerstand, fondata nel 2012, nell'ambito del progetto Lernort Kislau, intende creare un moderno luogo di apprendimento extrascolastico in cui l'insegnamento della democrazia nel Baden e della storia della dittatura tra il 1918 e il 1945 si combina con un dialogo sui valori orientato al futuro. Tra gli oltre 30 membri fondatori dell'associazione figurano Harald Biederbick (oggi presidente del gruppo RKW), Harald Denecken (ex primo sindaco della città di Karlsruhe), Catherine Devaux (rappresentante distrettuale di Amnesty International Karlsruhe), Andrea Hoffend, Manfred Kern, Frank Mentrup, Alexander Salomon, Johannes Stober, Hans Werner von Wedemeyer (commerciante, fratello di Maria von Wedemeyer)Brigitte Wimmer, il Foro di Ludwig Marum e V, il Centro Edile di Karlsruhe e la Fondazione Civil Courage.
Oltre alla storia del campo di concentramento di Kislau, il luogo di apprendimento consentirà di discutere sul motivo per cui le tendenze antidemocratiche devono essere contrastate nella fase iniziale. Oltre al luogo di apprendimento presso il sito storico, il progetto sta sviluppando il portale di storia multimediale Baden 1918-1945, per fornire ai giovani le informazioni sulla storia dello stato di Baden dal 1918 al 1945, sugli oppositori nazisti e sui combattenti della resistenza del Baden, sulle loro organizzazioni, i luoghi di lavoro e gli eventi significativi forniti nel Reich. Gli eventi dal 1918 al 1945 vengono elaborati dalla prospettiva in prima persona, storicamente documentata o fittizia, dei protagonisti della resistenza del Baden con storie illustrate animate e musicate, i cosiddetti fumetti in movimento, della durata di circa quattro minuti.
Tra il 2015 e il 2017, l'associazione ha ricevuto un finanziamento iniziale per un totale di 600.000 euro dallo stato del Baden-Württemberg per il progetto. Successivamente, nel 2018, il progetto è stato inserito nel finanziamento istituzionale dello Stato. Da allora, il progetto è stato mantenuto finanziariamente con fondi statali annuali di 140.000 euro. Inoltre, la città di Karlsruhe, il distretto di Karlsruhe e il distretto di Rhein-Neckar hanno aggiunto un totale di 60.000 euro all'anno.
Dalla primavera del 2015, un team sotto la direzione scientifica di Andrea Hoffend ha preparato i contenuti del luogo in termini di metodologia, organizzazione e pubblicità; a settembre 2017 è stato istituito un comitato consultivo scientifico. I membri del gruppo di esperti è guidato da Frank Engehausen, professore di storia moderna all'Università di Heidelberg, insieme a Rolf-Ulrich Kunze, Bettina Limperg, Thomas Lutz, Sybille Steinbacher e Wolfgang Zimmermann.